# Silicom
Silicom có một lịch sử 20 năm của ngành công nghiệp cung cấp giải pháp kết nối mạng đỉnh cao và mang tính sáng tạo. Silicom cung cấp những sản phẩm dây tải băng thông rộng với hệ thống mạng đa cổng, tầm phủ rộng, tránh ùn tắc kết nối, với giao thức mã hóa và giao kết trực tiếp, được sử dụng bởi 70 đại lý và nhà cung cấp ứng dụng an toàn mạng, ứng dụng cân bằng tải, hệ thống tối ưu kết nối mạng internet, ứng dụng tối ưu hóa giao thức WAN (mạng diện rộng wide area network), hệ thống máy chủ, ứng dụng cổng thông tin giới hạn. Ngoài ra, Silicom còn giới thiệu sản phẩm giao đổi SETAC (Server To Appliance Converter), nghĩa là cho phép thiết bị gốc OEMs (Original equipment manufacturer) sử dụng dịch vụ chuẩn làm cơ sở cho các thiết bị mạng cao cấp
Silicom chia sẻ giao thương giữa Nasdaq Global Market (NasdaqGM) và Tel Aviv Stock Exchange (TASE) theo ký hiệu SILC.